# 彭敏
彭敏（1918年10月10日—2000年3月6日），原名周镇宇，男，江苏徐州人，中华人民共和国政治人物，曾任国家科委副主任、中华人民共和国铁道部副部长、交通部副部长、国家建委副主任、国家经委副主任、国家计委副主任、国家计委顾问。

## 生平
早年考入扬州中学土木工程科。1936年12月加入中国共产党。在北平参加了中华民族解放先锋队任西城区区队长。
七七事变后，到山西太原参加山西总工会筹建工作，在山西工人武装自卫队担任宣传队长、民运科长。1938年夏组建文水县抗日政府任县政府秘书、特支书记、县游击队长、代理县长。晋西事变后任山西新军工人武装自卫旅第22团团长。参加了百团大战。1943年10月去延安军事学院、中央党校参加整风学习。中央党校正在建大礼堂，常去工地帮忙。校长彭真见他拉皮尺，设计小花园，就问他：“你学过土木建筑？”彭敏说：“学过一点点。”后来被调去修建大礼堂。
抗日战争胜利后，彭敏从延安赴东北，任北安铁路护路军副司令员兼北安铁路局副局长，绥化铁路分局局长兼电力部部长，哈尔滨铁路管理局副局长。1948年7月5日东北人民解放军铁道纵队成立，彭敏任第三支队队长兼哈尔滨铁路局副局长，率领第三支队抢修双城至长春的哈大铁路，其中最重要的工程师抢修陶赖昭松花江铁路大桥。1949年5月铁道纵队扩编为中国人民解放军铁道兵团，彭敏任铁道兵团工程部部长兼第三支队支队长。抢修津浦铁路淮河大桥便桥。第三支队转向陇海铁路、湘桂铁路、粤汉铁路的复旧工程。
1950年10月彭敏当选铁道兵团党委常委、担任铁道兵团副司令员。1950年12月26日，铁道兵团第一师为基础组建中国人民志愿军铁道兵团，彭敏为司令员。
1952年在朝鲜因车祸重伤后回国，从军队转业，接手建造武汉长江大桥的重任，1953年4月1日担任铁道部大桥工程局局长兼总工程师。
1960年初铁道部党组任命彭敏为铁道部基建总局局长。1963年，经聂荣臻副总理提名，任国家科委副主任。
1970年任并入了铁道部的国家交通部革命委员会副主任。1971年派赴非洲指导坦赞铁路设计建设。1973年回国后任国务院港口建设领导小组成员、港口办主任，以完成周恩来总理提出的沿海港口三年改变面貌的指示。1975年任国家建委副主任、党的核心小组成员。1979年4月兼任国家建委党组副书记、纪检组组长。1982年5月任国家经委副主任、党组成员兼秘书长。1983年4月任国家计委副主任、党组成员兼秘书长、中国国际工程咨询公司名誉董事长。1984年3月创办中国施工企业管理协会并任理事长。1985年12月任国家计委顾问。

## 轶事
1956年5月31日早8时40分，王任重、彭敏陪同毛泽东主席在汉口码头登上 "武康号"轮船，沿汉阳晴川阁向上游航行，视察武汉长江大桥的施工现场，途中向毛泽东介绍长江干流修桥规划：“已提到第二、三个五年计划草案里的有：南京长江大桥、重庆长江大桥、芜湖长江大桥。”毛泽东说：“将来长江上修上二十个、三十个桥，黄河上修上几十个，到处能走。”当船经过2号、3号墩时，毛泽东看得很仔细，并逐一询问了施工所用机械的名称、施工的顺序、混凝土凝固要多长时间等问题。彭敏进行了详细的回答。视察大桥工程用了将近一个小时，从船舵楼内出来后，彭敏正式开始向毛泽东汇报。由于甲板上环境过于嘈杂，毛泽东提议到船舱内汇报，毛一边翻阅汇报材料，一边仔细聆听，并且不时向彭敏提出一些问题，除了问工程进展、遇到什么困难、施工的管理等一般内容外，还询问了一些关于桥梁建造的专业问题，如：什么是拆装式结构、怎样进行流水作业、工人患的沉箱病是什么病等。毛泽东对汇报材料看得非常仔细，就连材料上多印了一个“4”字也指了出来。毛泽东对彭敏的汇报表示满意，说：“这个报告说得很清楚，也提出了问题。”汇报结束后，毛泽东便与彭敏聊起家常，问：“你以前是做什么工作的？”彭敏说：“抗战时，我在山西新军当过团长，然后调到铁道兵团，抗美援朝时负伤转业到铁道部门工作。”毛泽东听后说：“看不出你还是个武人，我以为你是个文人呢！”他继续问道：“你学过修桥吗？”彭敏答：“上学时学过一点，解放战争时期抢修过几座桥，现在许多桥梁知识都是从头学起。”毛泽东点了点头，说：“是的，建设和打仗不一样，要从头学起，也和打仗一样，在战争中才能学会打仗。好好学！”
1965年组织大三线建设的西南铁路建设指挥部时，最初名单中没有彭敏，毛泽东主席问：“那个修武汉长江大桥的人呢？”由此，周恩来总理决定国家科委副主任彭敏兼任西南铁路工地指挥部（“西工指”）总工程师、技术委员会主任，全面负责技术工作。1965年11月22日担任铁道部副部长。彭敏说：“毛主席要求我们修铁路，我们总不能因陋就简地修一条落后的铁路吧。我们一定要在铁路运营上实现牵引动力的内燃化和电气化;一定要改进和更新技术装备，以适应新型动力和提高行车速度、提高运输效率的要求;要在施工重要作业过程中采用机械化和自动化；要采用新技术、新工艺、新材料以提高劳动生产率，降低运输成本，为赶超世界先进水平做出最大努力。” 当时国家正在酝酿进行设计革命。彭敏亲自指导撰写了《西南铁路勘设计革命》（简称“三十条”），被以中共中央文件批转全国，得到充分肯定、推广。毛泽东主席为成昆铁路写了“精心设计 精心施工”的著名题语。1966年底成昆铁路的施工设计文件全部完成。

## 纪念
2013年中铁大桥局为庆祝成立60周年宣布为大桥局第一位局长彭敏设立铜像，树立在中铁大桥局办公楼前。